# Polo di Rinascita Comunista in Francia
Il Polo di Rinascita Comunista in Francia (Pôle de Renaissance Communiste en France, PRCF) è un'organizzazione politica francese fondata nel gennaio 2004. È stata una tendenza interna del Partito Comunista Francese (PCF) e ne rappresenta l'ala sinistra, rifiutando la "mutazione" introdotta nel partito all'inizio del 1990.
Il Presidente Delegato del PRCF è Léon Landini; il presidente del Comitato politico nazionale (PCN) è Jean-Pierre Hemmen; il dirigente portavoce politico di Iniziativa Comunista, è George Gastaud; George Hage, un membro del parlamento per il Nord (provincia) e gli altri dell'Assemblea Nazionale, è il presidente onorario.
Il PRCF è organizzato in associazioni francesi, dipartimenti, sezioni e cellule (centralismo democratico). Esso si basa sulla teoria del socialismo scientifico di Karl Marx, Friedrich Engels, Vladimir Lenin e altri rivoluzionari . Il PRCF pubblica Iniziativa Comunista, rivista mensile, e l'esame teorico "Etincelle".
L'organizzazione trasmette un programma di convergenza ogni lunedì dalle 8 alle 9 pm su Radio Galère. La sua ala giovanile, "Giovani per la Rinascita Comunista in Francia" (JRCF), ha preso parte nel 2006 al movimento di massa contro il Contrat première embauche.